# Центар за обуку Копнене војске (Пожаревац)
Центар за обуку Копнене војске (ЦО KоВ) у Пожаревцу, налази се у Гарнизону Пожаревац, у касарни „Генерал Павле Јуришић Штурм”. Намењен за извођење индивидуалне специјалистичке обуке војника на добровољном служењу војног рока, кандидата за професионалне војнике и подофицире рода пешадије, артиљерије, оклопних јединица и инжињерије и специјалности извиђача, ради достизања стандарда индивидуалне специјалистичке обучености, и унапређење услова за нарастање и развијање оперативних способности ратне јединице.
У саставу Центра су команда, командна чета, батаљон за обуку и логистичка чета.
Центар за обуку копнене војске формиран је 1. децембра 2006. године преформирањем 565. наставног центра Kопнене војске и наставља традиције војних јединица са територије Браничева, као и традиције некадашњих школских центара пешадије, артиљерије, оклопних и механизованих јединица и инжињерије.
Дан јединице обележава се када и дан Kопнене војске – 16. новембра, у знак сећања на почетак Kолубарске битке.

## Задаци Центра за обуку KоВ
- стручноспецијалистичка обука за војноевиденционе специјалности родова копнене војске,
- организација и реализација курсева ради додатног оспособљавања официра, подофицира, цивилних лица и професионалних војника за родове пешадија, артиљерија, оклопне јединице и инжињерија,[2]
- сертификација обучености војника и професионалних војника,
- гарнизонски послови,
- логистичка подршка сопствених и ослоњених јединица,
- обезбеђење објеката.

## Обука
У Центру за обуку KоВ реализује се стручноспецијалистичка обука за војноевиденционе специјалности родова и служби Kопнене војске – пешадије (14 специјалности), оклопних јединица (6 специјалности), артиљерије (8 специјалности), инжињерије (18 специјалности) и извиђача (2 специјалности). Укупно се у Центру за обуку KоВ обучава 50 специјалности родова Kопнене војске.

### Структура обуке
- Војностручна обука (тактичка обука, ватрена обука, средства и опрема) и
- Физичка обука.

Стручноспецијалистичка обука која се реализује у Центру за обуку KоВ је напредна индивидуална обука којом се стичу неопходна стручноспецијалистичка знања и вештине за војноевиденциону специјалност родова и служби KоВ, неопходних за самостално обављање формацијских дужности у оквиру рода и специјалности.
Циљ обуке је стварање самоувереног и дисциплинованог војника који је физички способан, добро мотивисан, обучен у основним вештинама и који поседује квалитете борца да преживи на бојном пољу и извршава задатке као члан посаде или тима.